# Kelly Cassidy
Kelly Cassidy (nascida em 1967/1968) é uma política americana de Chicago. Ela é democrata e membro da Câmara dos Representantes de Illinois. Ela foi nomeada para representar o 14º distrito, no lado norte de Chicago, em abril de 2011, após a eleição do atual presidente Harry Osterman para o Conselho Municipal de Chicago. Ela tomou posse em 16 de maio de 2011. Mais notavelmente, Kelly Cassidy foi o principal patrocinador do Projeto de Lei 1438, tornando Illinois o primeiro estado a legalizar o uso adulto de cannabis por meio da legislatura, em vez de uma medida eleitoral.

## Início de vida e carreira
Cassidy foi para Manatee High School em Bradenton, Florida. De 1991 a 1993, ela trabalhou como diretora legislativa para o capítulo de Chicago da National Organization for Women. De 1993 a 1997, ela trabalhou para o presidente do senado estadual John Cullerton, administrando seu escritório distrital. Em 1997, Cassidy se juntou ao gabinete do procurador do estado do Cook County inicialmente como uma ligação legislativa. Em 2001, ela se tornou diretora de programas e desenvolvimento do gabinete do procurador do estado, cargo que ocupou até sua nomeação para a legislatura em 2011. Cassidy serviu como delegada na 2012 Democratic National Convention.

## Representate do Estado de Illinois (2011-presente)
Após a eleição do representante estadual Harry Osterman como vereador do 48º distrito em fevereiro de 2011, Cassidy foi um dos 23 candidatos a concorrer como seu sucessor na câmara estadual. O 14º distrito, que Osterman estava desocupando e Cassidy agora representa, inclui os bairros de Edgewater, Andersonville e Rogers Park. De acordo com a lei de Illinois, a vaga foi preenchida por membros de comitês democratas dos bairros que compõem o distrito, e seus votos foram ponderados para refletir a parcela do distrito correspondente a cada bairro. Como mais da metade dos eleitores do 14º distrito vive no 48º distrito de Chicago, o membro do comitê desse distrito – a ex-senadora estadual Carol Ronen – deu mais da metade dos votos. Em 17 de abril, os membros do comitê selecionaram por unanimidade Cassidy para preencher a vaga.
Nas primárias democratas de 2012, Cassidy foi desafiado por Paula Basta, uma lésbica e ativista de longa data do North Side. Em 20 de março de 2012, Cassidy venceu as primárias democratas com 6.040 votos (62,4% dos votos) contra 3.636 votos de Basta (37,6%).
Em 2018, J. B. Pritzker nomeou Cassidy para o Comitê de Justiça Restaurativa e Comunidades Seguras da transição para governador.
Em 2019, Cassidy foi um defensor da Lei de Saúde Reprodutiva, que revogou muitas restrições ao aborto.
Em 3 de julho de 2022, o Representante Cassidy é membro dos seguintes comitês da Câmara de Illinois:
- Subcomissão de Administração e Execução Criminal (HJUC-CAES)
- Subcomitê de Armas de Fogo e Segurança de Armas de Fogo (HJUC-FIRE)
- Comitê de Habitação (SHOU)
- Comitê de Serviços Humanos (HHSV)
- Comissão Judiciária Criminal (HJUC)
- Subcomissão de Justiça Juvenil e Juventude Envolvida no Sistema (HJUC-JJSI)
- Subcomitê de Gás Natural (HPUB-NGAS)
- Comitê de Acessibilidade a Medicamentos Prescritos (HPDA)
- (Presidente do) Comitê de Justiça Restaurativa (SHRJ)
- Subcomissão de Sentenças, Penalidades e Processo Penal (HJUC-SPCP)
- Subcomissão de Crimes Sexuais e Registro de Criminosos Sexuais (HJUC-SOSO)
- (Presidente da) Subcomissão de Questões Especiais (HS) (HHSV-SPIS)

## Pessoal
Cassidy é abertamente lésbica. Sua esposa é Candace Gingrich, que trabalha como lobista para uma empresa de cannabis sediada em Illinois, seguindo o trabalho de Cassidy para legalizar a cannabis.
Ela mora com seus três filhos no North Side de Chicago. Ela é um dos quatro membros abertamente LGBT da Assembleia Geral de Illinois, ao lado do deputado Greg Harris e Lamont Robinson, ambos democratas de Chicago, e Sam Yingling, um democrata de Round Lake Beach, Illinois, um subúrbio ao norte de Chicago.

## Outro
Em 2014, Cassidy foi introduzida no Hall da Fama Gay e Lésbica de Chicago.
Em 2019, Cassidy foi selecionada pelo Partido Democrata da 49ª ala para preencher a função de membro do comitê do partido da 49ª ala. O cargo ficou vago depois que o titular Joe Moore renunciou, após sua derrota na eleição para vereador do 49º distrito para Maria Hadden. Tanto Moore como Hadden apoiaram a escolha de Cassidy como membro do comité.
Em fevereiro de 2021, a senadora estadual Heather Steans, que foi reeleita apenas dois meses antes para representar um distrito que abrange Rogers Park, Edgewater e Andersonville, renunciou, tendo decidido repentinamente que "é hora de novos rostos e energia renovada". Um substituto em tal situação é escolhido pelos membros do comitê do distrito: um cargo não remunerado de nível de condado eleito durante as primárias presidenciais ou governamentais. Apesar de ser o provável favorito e ter o apoio do senador estadual cessante, Cassidy perdeu o voto dos membros do comitê para o ex-diretor de políticas de Rahm Emanuel, Mike Simmons. Grupos comunitários protestaram contra o que foi visto como uma tentativa do Representante Estadual Cassidy e do Senador Steans de contornar o processo eleitoral normal, como já havia sido feito várias vezes anteriormente naquele distrito.